# Серикбай
Серикбай (каз. Серікбай) — упразднённое село в Жетысайском районе Туркестанской области Казахстана. Входило в состав Каракайского сельского округа. Исключено из учётных данных в 2023 году. Код КАТО — 514467800.

## Население
По данным 1999 года, в селе не было постоянного населения. По данным переписи 2009 года, в селе проживало 47 человек (23 мужчины и 24 женщины).